# Thomas Gillespie
Thomas Cunningham Gillespie (14. december 1892 – 18. oktober 1914) var en skotsk roer som deltog i OL 1912 i Stockholm.
Gillespie vandt en sølvmedalje i roning under OL 1912 i Stockholm. Han kom på en andenplads i otter sammen med  William Fison, William Parker, Beaufort Burdekin, Frederick Pitman, Arthur Wiggins, Charles Littlejohn, Robert Bourne og John Walker (styrmand). Mandskabet repræsenterede New College, Oxford.
Han blev dræbt under 1. verdenskrig.